# Бафин (регија)
Бафин (регија) (енгл. Baffin Region, Northwest Territories) је био регион северозападних територија, који се користио као административна и статистичка подела до стварања Нунавута 1999. Велика већина Бафиновог региона била је на нунавутској страни границе и поново је конституисана у оквиру нове територије као регион Кикикталук ( који се у неким контекстима назива и Бафиновом регијом). Неколико острва на западној страни региона која су остала на северозападу, укључујући острво Еглинтон, острво Принца Патрика и делове острва Мелвил, пребачено је у регион Инувик.